# Acetyliertes Holz

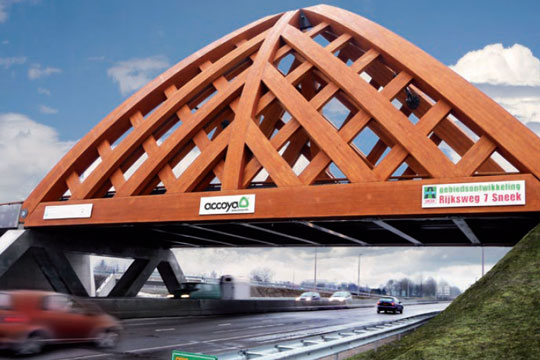
Straßenbrücke Krúsrak aus acetylierter Monterey-Kiefer (Pinus radiata) in Sneek, Niederlande

Acetyliertes Holz ist Holz, welches in einem Verfahren der chemischen Holzmodifikation mit Essigsäureanhydrid behandelt wurde, um die Besiedlung durch holzzerstörende Pilze oder Insekten zu erschweren und so seine gebrauchstaugliche Einsatzdauer im Außenbereich zu verlängern. Essigsäure ist nicht toxisch. Verwertung und Entsorgung des Holzes sind uneingeschränkt möglich.
Acetyliertes Holz nimmt kaum noch Feuchtigkeit auf, wodurch sich Dimensionsstabilität und Dauerhaftigkeit verbessern.

## Herstellung
Ausgangsstoff für acetyliertes Holz ist lignocellulosehaltiges Material. Da die Holzacetylierung darauf abzielt, dauerhaftes Holz für den Außenbereich zu produzieren, kommt gewöhnlich Bauholz zum Einsatz. Die Acetylierung erfolgt üblicherweise mit Essigsäureanhydrid in speziellen Edelstahl-Reaktoren. Da es beim Kontakt des im Holz enthaltenen Wassers und dem zugegebenen Essigsäureanhydrid zur Abspaltung von Essigsäure kommt, bestimmt insbesondere der Feuchtegehalt des Rohmaterials den Verbrauch an Essigsäureanhydrid. Dementsprechend ist es von Vorteil, möglichst trockenes Rohmaterial zu verwenden. 
Grundsätzlich lässt sich jede Holzart acetylieren. Da sich aber jede Holzart etwas unterschiedlich bei der Acetylierung verhält, muss die Acetylierung auf die jeweilige Holzart abgestimmt werden, um die angestrebten Produkteigenschaften zu erreichen. So gelten Eichen- und Fichtenholz als schwer, hingegen Erlen-, Pappel- und Birkenholz als leicht imprägnierbare Holzarten.
Laubhölzer wie Buche und Pappel scheinen sich gleichmäßiger acetylieren zu lassen als Nadelhölzer. Die Gewichtszunahme des Splintanteils von Kiefernholz beträgt mehr als das dreifache im Vergleich zum Kernanteil.

### Ablauf und beteiligte Reaktionen

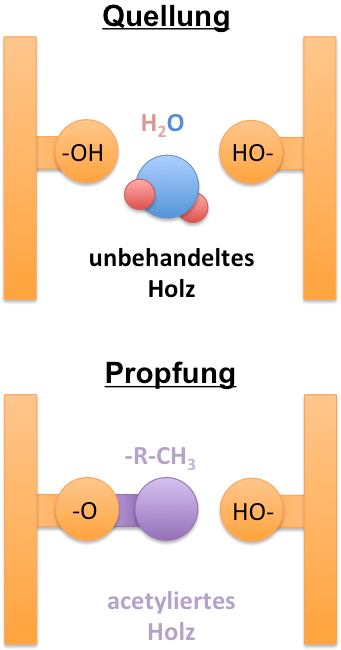
Funktionsschema der Acetylierung

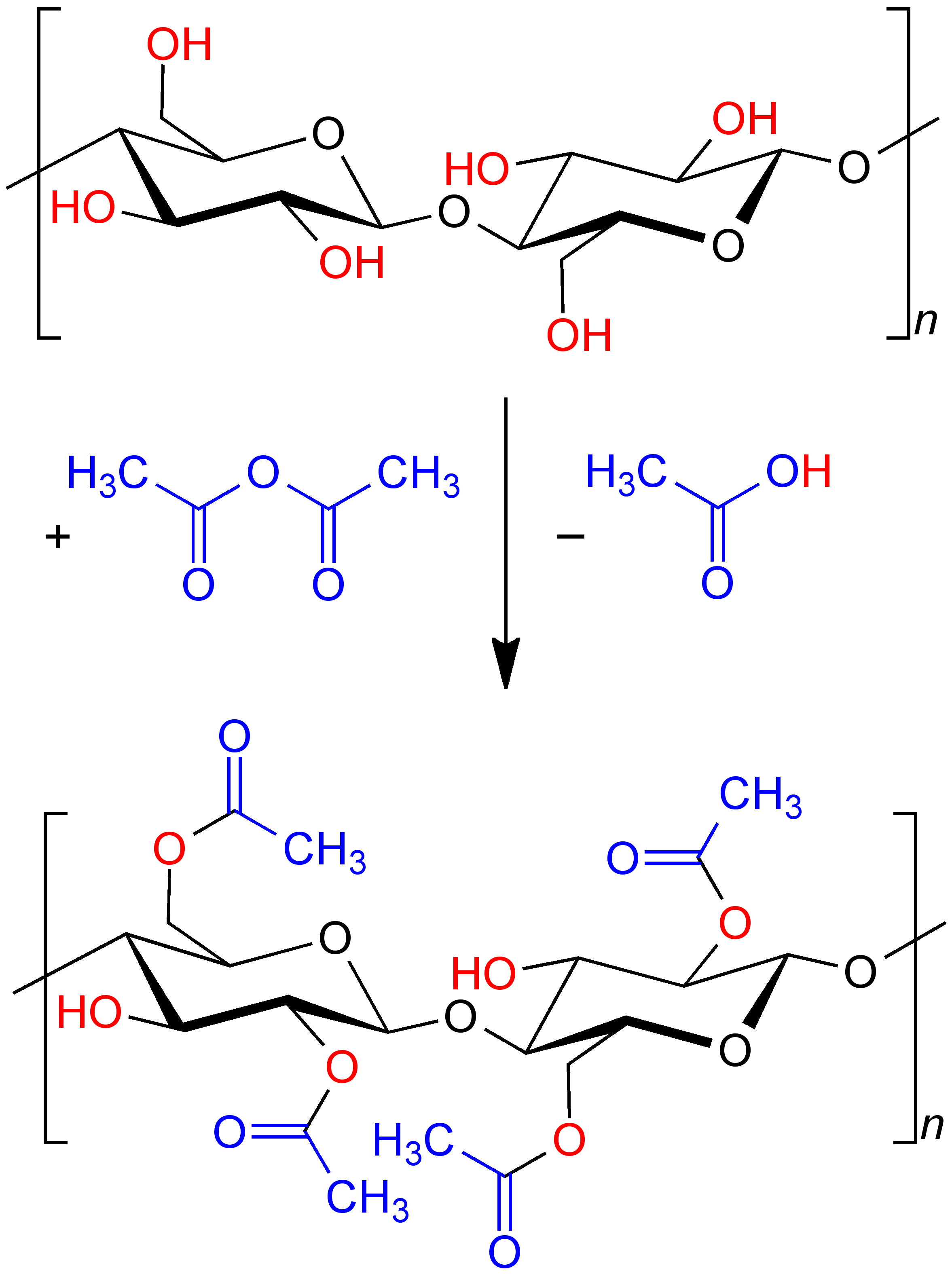
Schema einer vollständigen Acetylierung von Cellulose: Die rot markierten Hydroxygruppen (OH) der Cellulose (oben) werden mit Essigsäureanhydrid unter Bildung von Estergruppen teilweise acetyliert, wobei Essigsäure abgespalten wird. Der Acetylierungsgrad kann variieren, im Beispiel sind bei jedem Glucosebaustein zwei der drei Hydroxygruppen acetyliert.

Das Verfahren beginnt mit dem Beschicken des Reaktors mit Rohmaterial und der Einspritzung der Essigsäureanhydridlösung. Die Zugabe der Lösung kann unter Vakuum, bei Überdruck   oder Atmosphärendruck erfolgen. Um das Holz bis in möglichst tiefe Lagen mit der Lösung zu durchtränken, folgt eine Druckimprägnierung bei Drücken von 2 bis 5 bar oder unter Vakuum. Wurde die Essigsäureanhydridlösung nicht bereits warm (70–150 °C) eingespritzt, wird sie spätestens jetzt, während der Imprägnierung, zusammen mit dem Holz erwärmt. Bei Temperaturen von ca. 120 °C werden das Holz und das Reagenz zur eigentlichen Reaktion gebracht. Dabei werden die Hydroxygruppen (-OH) der Holzzellwand zu Essigsäureestern verestert und Essigsäure freigesetzt. Die Veresterung findet hauptsächlich an den Hydroxygruppen der Zellwandpolymere Lignin und Hemicellulose statt. Eine Entwässerung, d. h. ein Abzug überschüssiger, nicht vom Holz aufgenommener Essigsäureanhydrid-Lösung kann entweder vor der Acetylierungsreaktion oder spätestens danach erfolgen. Um das zwar vom Holz aufgenommene, jedoch nicht in Reaktion gegangene Essigsäureanhydrid als auch die entstandene Essigsäure aus dem Holz zu extrahieren, wird ein Endvakuum erzeugt. Schließlich wird das Holz durch eine Abdestillation mit Wasser oder Wasserdampf gereinigt, sodass es im Wesentlichen frei wird von Essigsäureanhydrid und Essigsäure. Dies dient vor allem dazu, eine nachträgliche, im Gebrauchszustand unerwünschte Geruchsausdünstung der Essigsäure aus dem fertigen Produkt an die Umgebung zu vermeiden. Die bei der Entwässerung, der Vakuumextraktion und Nachbehandlung anfallende Lösung wird gesammelt und aufgetrennt. Aus der darin enthaltenen Essigsäure kann Essigsäureanhydrid rückgewonnen und dem Prozess wieder zugeführt werden.

### Beurteilung des Acetylierungserfolgs
Um den Erfolg, d. h. den Grad der Acetylierung, zu beurteilen, können verschiedene Methoden eingesetzt werden. Weil die Einlagerung der Acetylgruppen, ähnlich wie durch Wassermoleküle, eine Quellung des Holzes zur Folge hat, kann zum einen der Volumenzuwachs als Parameter für den Acetylierungsgrad dienen. Zum anderen kann die Gewichtszunahme WPG (weight percent gain) der Holzmasse nach erfolgter Acetylierung herangezogen werden. Hierbei kann zusätzlich Rückschluss auf die im Holz gebundene Menge an Essigsäureanhydrid geschlossen werden. Als weitere Parameter können Auswaschwiderstand, elektrische Leitfähigkeit oder Methoden wie HPLC-Analytik oder Spektrophotometrie für die Beurteilung des Acetylierungserfolgs genutzt werden.

## Eigenschaften

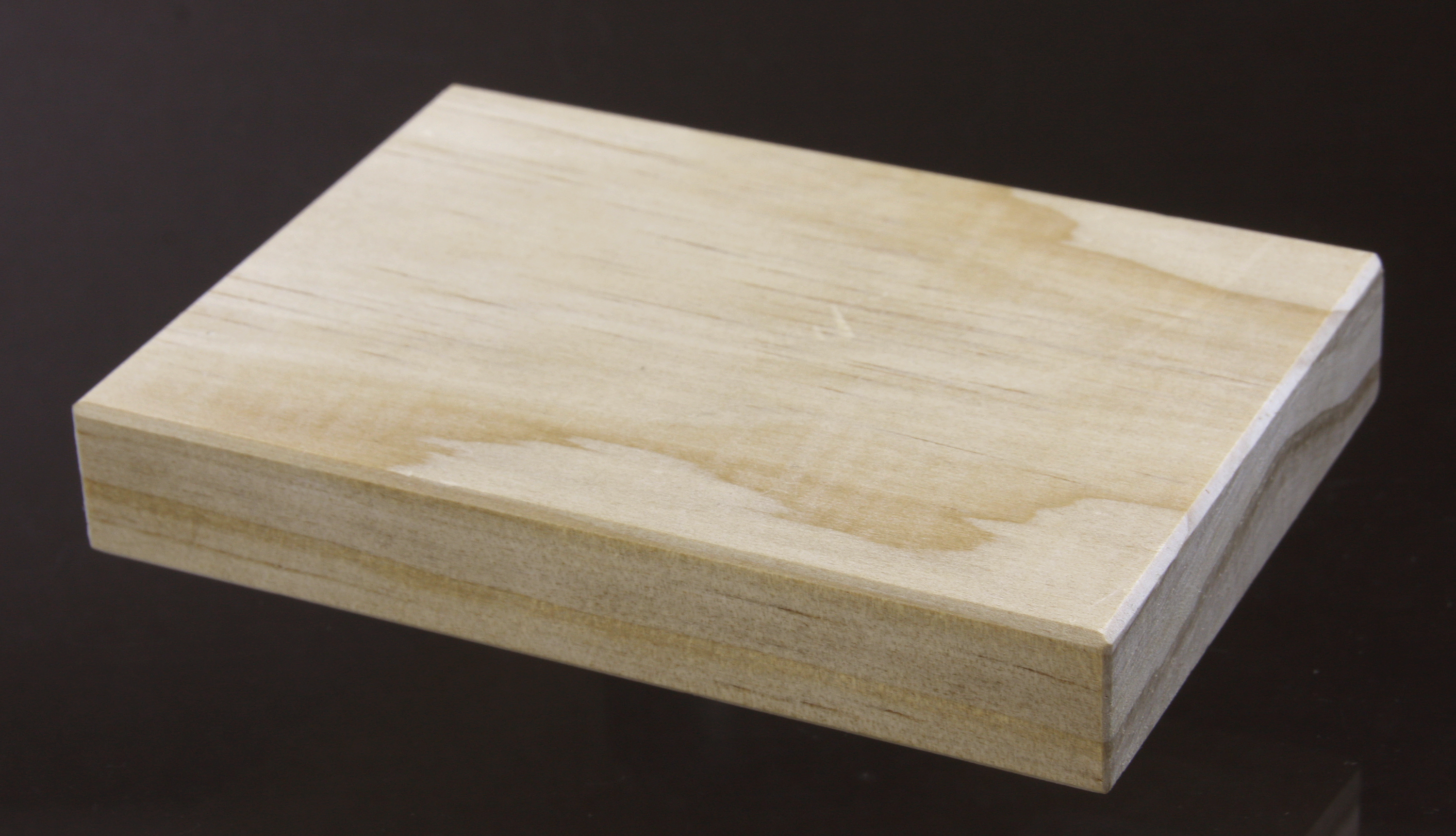
Acetyliertes Holz der Monterey-Kiefer

Mit der Acetylierung wird die molekulare Zusammensetzung des Holzes dauerhaft verändert. Die chemische Modifikation beeinflusst diverse mechanische, physikalische Eigenschaften. Insbesondere erhöhen sich die Dauerhaftigkeit des Holzes gegenüber holzabbauenden Insekten und Mikroorganismen (s. u.) sowie die Dichte und Härte.
Abhängig vom Aufwand der Nachbehandlung kann das fertige Produkt mehr oder weniger stark, bis gar nicht mehr nach Essigsäure riechen.

### Materialverträglichkeit
Durch die im Holz enthaltene Essigsäure kann es zur Korrosion von Metallen kommen, die mit dem Holz in Kontakt stehen oder an denen aus dem Holz verdampfende Essigsäure kondensiert. Vorzugsweise sollten Befestigungsmittel aus nichtrostendem Stahl verwendet werden.

### Erscheinungsbild
Abhängig von Holzart und Intensität der Imprägnierung kann die Acetylierung zu einer Dunkelverfärbung führen.
Bei Kontakt mit UV-Licht tritt hingegen eine Aufhellung ein. Bei Freibewitterung vergraut das Holz wie gewöhnlich durch die Ansiedlung von Bläuepilzen.

### Wasserabsorption
Bei der Acetylierung reagieren die hydrophilen Hydroxygruppen der Zellwandpolymere chemisch zu hydrophoben Acetoxygruppen. Die Hygroskopizität des Holzes, d. h. die Eigenschaft, Wasser auf- bzw. abzugeben, wird dadurch stark eingeschränkt. Dies hat zur Folge, dass acetyliertes Holz gegenüber unbehandeltem Holz einen niedrigeren maximalen Gleichgewichtsfeuchtegehalt aufweist. So kann die maximale Gleichgewichtsholzfeuchte eines unbehandelten Holzes von ca. 25–30 % durch Acetylierung mit einem WPG von 20 auf ca. 10 bis 12 % herabgesetzt werden. Gleichzeitig verringert sich die Geschwindigkeit der Wasseraufnahme.

### Mechanische Eigenschaften
Der Austausch der hydrophilen Hydroxygruppen der Zellwandpolymere durch hydrophobe Acetylgruppen wirkt sich positiv auf das Stehvermögen, d. h. die Dimensionsstabilität bei wechselndem Umgebungsklima, des Holzes aus. So zeigt acetyliertes Holz im Vergleich zu unbehandeltem Holz eine um 70 bis 80 % reduzierte Quellung und Schwindung.
Die Acetylierung verändert die meisten Festigkeitseigenschaften von Vollholz um weniger als 10 %.
Da das Holz bei der Acetylierung aufquillt, reduziert sich jedoch die Scherfestigkeit des Holzes typisch um 10 bis 25 %.
Zudem ist es offenbar auf die geringere Holzfeuchte und die um 5 bis 10 % erhöhte Dichte zurückzuführen, dass eine um 10 bis 30 % erhöhte Druckfestigkeit und um 20 bis 30 % erhöhte Härte festgestellt werden.

### Dauerhaftigkeit
Durch die Acetylierung wird die natürliche Dauerhaftigkeit des Holzes, d. h. seine Widerstandsfähigkeit gegen den Abbau durch Pilze, Insekten usw. deutlich verbessert. Ein Herabsetzen der maximalen Gleichgewichtsfeuchte auf 10–20 % bei acetyliertem Holz verhindert die für das Pilzwachstum erforderliche Mindestholzfeuchte. Des Weiteren werden die von Pilzen leicht abzubauenden Molekülstrukturen des Zellwandverbands durch die Acetylierung so verändert, dass die Pilzhyphen ab bestimmten Acetylierungsgraden nicht mehr in den Zellwandverband eindringen und diesen abbauen können. Verschiedene Hölzer können durch Acetylierung vollständig gegen Braun-, Weiß- oder Moderfäule geschützt werden und eine Dauerhaftigkeitsklasse von 1 erreichen. Auch kann die Resistenz des Holzes gegenüber dem Abbau durch Tunnelbakterien und Termiten durch Acetylierung verbessert werden.

### Verwitterungsbeständigkeit
Neben Verwitterungsvorgängen biologischer Herkunft, wie z. B. durch holzabbauende Pilze, unterliegt dem Sonnenlicht und Niederschlag ausgesetztes Holz einem photochemischen Verwitterungsprozess. An der dem Sonnenlicht zugewandten Holzoberfläche entstehen gewöhnlich u. a. dunkelfarbige niedermolekulare Abbauprodukte aus photooxidativen Reaktionen, die im Wesentlichen durch die UV-Strahlung ausgelöst werden. In acetyliertem Holz treten demgegenüber hellere Abbauprodukte auf. Diese Abbauprodukte werden mit der Zeit vom Regen ausgewaschen, was eine Ausbleichung des Holzes und eine veränderte Oberflächenstruktur zur Folge hat. Da acetyliertes Holz eine geringere Gleichgewichtsfeuchte als unbehandeltes Holz aufweist, erfolgt die Auswaschung der Abbauprodukte langsamer. Zudem läuft die photooxidative Zersetzung der acetylierten Zellwandpolymere langsamer ab. Die Acetylierung kann den photochemischen Verwitterungsvorgang im Holz somit nicht aufhalten, ihn jedoch etwas verlangsamen.

## Produkte
Zunächst waren Accsys Technologies (ehemals Titan Wood) mit Sitz in London der einzige Hersteller von acetyliertem Holz. 2007 wurde unter dem Markennamen Accoya in der Produktionsstätte in Arnhem in den Niederlanden mit der Herstellung des Produkts aus Monterey-Kiefer (Pinus radiata) in größerem Maßstab begonnen. Die Dichte des Holzes beträgt rund 510 kg/m³. Die Ausgleichsfeuchte bei 65 % relativer Luftfeuchtigkeit und 20 °C liegt zwischen 3 und 5 %.
Die Quellung zwischen darrtrockenen und feuchten Zustand beträgt radial 0,7 % und tangential 1,5 %.
Die Janka-Härte beträgt 4100 N und 6600 N im Hirnholz. Die Wärmeleitfähigkeit λ nach DIN EN 12667 liegt bei 0,13 W/mK. Für die Feuerfestigkeit gilt Klasse C gemäß ASTM E-84*.
Inzwischen bietet auch Eastman Chemical acetyliertes Holz an.

## Alternative Modifikationsprozesse von Holz
- Furfuryliertes Holz (Kebony) wird ebenfalls aus Monterey-Kiefer (Radiata Kiefer) hergestellt.[6]
- Thermisch modifiziertes Holz (englisch: Thermally Modified Timber, kurz TMT)
- Druckimprägnierung mit chemischen Holzschutzmitteln